# Shakti (film, 2002)
Pour les articles homonymes, voir Shakti.
Pour plus de détails, voir Fiche technique et Distribution.
Shakti (devanagari : शक्ती, nastaliq: شکتی, litt. « Force ») est un film indien réalisé par Krishna Vamshi sorti en 2002.

## Synopsis
Nandini (Karisma Kapoor) et Shekhar Sanjay Kapoor vivent au Canada. Ils sont amis de longue date. Sur les conseils de son oncle, Nandini accepte d’épouser Shekhar. Ils sont heureux et ils ont un petit garçon, Raja. Shekhar apprend par les informations télévisées que de violents troubles ont lieu en Inde dans la région dont il est originaire. Il décide de s’y rendre et Nandini découvre à ce moment-là que son mari a de la famille en Inde. Ils partent tous les trois pour l’Inde. C’est la première fois que Nandini découvre ce pays.
Arrivée au sein de la famille de son mari, Nandini est choquée par le comportement de son beau-père Narasimha (Nana Patekar). C’est un vrai mafieux qui dirige sa famille et sa communauté comme un despote. Il a de nombreux ennemis. Son fils ainé d’ailleurs est mort assassiné. Il n’accorde que peu d’attention à sa belle-fille, mais il est ravi d’avoir un petit-fils.
Nandini, très mal à l’aise dans cet environnement où les femmes sont ignorées, souhaite rentrer au Canada. Shekhar le lui promet, seulement après avoir tenté de ramener la paix. Mais il est lui-même assassiné. Nandini folle de douleur décide de repartir. Mais Narasimha refuse et la séquestre. Il veut élever Raja comme doit l’être un vrai guerrier qui vengera sa famille.
Nandini tente plusieurs fois de s’échapper, mais elle est rattrapée et rouée de coups. Une nuit, sa belle-mère et ses belle-sœurs l’aident à s’enfuir. Alors commence pour Nandini et son fils un long périple à travers le pays pour retrouver la liberté.

## Fiche technique
Sauf indication contraire, les informations mentionnées dans cette section peuvent être confirmées par la base de données cinématographiques IMDb,  présente dans la section « Liens externes ».
- Titre : Shakti
- Titre original : Shakti: The Power
- Réalisation : Krishna Vamshi
- Scénario : Krishna Vamshi, Kamal Pandey
- Direction artistique : Priten Patil
- Décors : Shyam Sunder
- Costumes : Mandira Shukla
- Photographie : Sethu Sriram
- Musique : Ismail Darbar
- Production : Boney Kapoor, Sridevi
- Société de production : Sridevi Productions
- Sociétés de distribution : Eros Entertainment, Eros International, Zootrope Films
- Pays d'origine :  Inde
- Langues : Anglais, hindi
- Format : Couleurs - 1,85:1 - DTS / Dolby Digital / SDDS - 35 mm
- Genre : Action, drame
- Durée : 170 minutes (2 h 50)
- Dates de sorties en salles :  
  -  France : 31 août 2003 (Étrange Festival), 26 juillet 2006 (sortie nationale)
  -  Inde : 20 septembre 2002

## Distribution
- Karisma Kapoor : Nandini
- Nana Patekar : Narasimha
- Sanjay Kapoor : Shekhar
- Jai Gidwani : Raja
- Shahrukh Khan : Jaisingh (Drifter)
- Deepti Naval : la mère de Shekhar
- Aishwarya Rai Bachchan : la fille de rêve (participation exceptionnelle)
- Vijay Raaz : Beeja
- Tiku Talsania : l'oncle de Nandini
- Jaspal Bhatti : l'oncle de Nandini
- Divya Dutta : la sœur de Shekhar
- Ritu Shivpuri : la sœur de Shekhar
- Rajshree Solanki : la sœur de Shekhar

## Autour du film

### Anecdotes
- Shakti est un remake de Anthahpuram, film déjà réalisé par Krishna Vamshi en 1998. Il s'inspire également du livre autobiographique de Betty Mahmoody Jamais sans ma fille (1987).
- La chanson Ishq Kamina est interprétée par Sonu Nigam.
- Avant de confier le premier rôle à Karisma Kapoor, les producteurs avaient tout d'abord pensé à Sridevi, elle fut remplacée quand elle a appris qu'elle était enceinte.

### Critiques
Lors de sa sortie en France le film obtient des critiques variées. Certaines sont positives trouvant le film drôle, coloré, captivant malgré sa violence et sa cruauté et soulignant la qualité de certaines scènes 
,,,. D'autres, au contraire, sont désapprobatrices n'y voyant qu'un phénomène de mode, déplorant les ruptures de rythme introduites par les chansons, la niaiserie des scènes romantiques, le mélange des genres et la piètre qualité de la réalisation,,,,.

### Box office
Le film fut un échec au box office indien et ne rapporta que 250 640 000 de roupie, néanmoins l’interprétation de Karisma Kapoor et Nana Patekar fut saluée par la critique.
En France le film a réalisé 11 417 entrées et rapporté 90 143 euros.

## Distinctions
- Filmfare Awards 2003 : Nomination au prix de la meilleure actrice pour Karisma Kapoor et du meilleur « méchant » pour Nana Patekar.
- Screen Weekly Awards 2003 : Nomination au prix de la meilleure actrice pour Karisma Kapoor.